# Карповицька сільська рада
Карпо́вицька сільська́ ра́да — адміністративно-територіальна одиниця та орган місцевого самоврядування в Семенівському районі Чернігівської області. Адміністративний центр — село Карповичі.

## Загальні відомості
Карповицька сільська рада утворена у 1918 році.
- Територія ради: 43,46 км²
- Населення ради: 376 осіб (станом на 2001 рік)

## Населені пункти
Сільській раді були підпорядковані населені пункти:
- с. Карповичі
- с. Гаті
- с. Красні Лози
- с. Набережне

### Колишні населені пункти
- с. Парня, зняте з обліку 2005 року

## Склад ради
Рада складалася з 12 депутатів та голови.
- Голова ради:
- Секретар ради: Горова Любов Миколаївна

### Керівний склад попередніх скликань
| Прізвище, ім'я, по батькові | Основні відомості                                                 | Дата обрання | Дата звільнення |
| --------------------------- | ----------------------------------------------------------------- | ------------ | --------------- |
| Рибалко Олексій Васильович  | Сільський голова, 1965 року народження, член Партії регіонів      | 26.03.2006   | 31.10.2010      |
| Зубрій Олександр Дмитрович  | Сільський голова, 1960 року народження, освіта вища, безпартійний | 31.10.2010   | 03.07.2014      |

Примітка: таблиця складена за даними сайту Верховної Ради України

### Депутати
За результатами місцевих виборів 2010 року депутатами ради стали:

#### За суб'єктами висування
| Суб'єкт висування                 | Кількість обраних депутатів | %    |
| --------------------------------- | --------------------------- | ---- |
| Партія регіонів                   | 7                           | 58,3 |
| Політична партія «Сильна Україна» | 2                           | 16,7 |
| Самовисування                     | 2                           | 16,7 |
| Народна партія                    | 1                           | 8,3  |

#### За округами
| № округу                          | Прізвище, ім'я, по батькові     | Дата визнання обраним | Освіта             | Партійна приналежність                        | Відомості про обраного депутата     |
| --------------------------------- | ------------------------------- | --------------------- | ------------------ | --------------------------------------------- | ----------------------------------- |
| Народна Партія                    |                                 |                       |                    |                                               |                                     |
| 9                                 | Чернишов Олександр Анатолійович | 06.11.2010            | середня спеціальна | позапартійний                                 | СТОВ «Димитрова», електрик          |
| Партія регіонів                   |                                 |                       |                    |                                               |                                     |
| 1                                 | Рибалко Валентина Іванівна      | 06.11.2010            | середня спеціальна | член Партії регіонів                          | Карповицька бібліотека, бібліотекар |
| 2                                 | Бердус Олена Вікторівна         | 06.11.2010            | середня            | член Партії регіонів                          | СТОВ «Димитрова», бухгалтер         |
| 5                                 | Крищенко Василь Іванович        | 06.11.2010            | середня            | член Партії регіонів                          | пенсіонер                           |
| 6                                 | Машталер Валентина Степанівна   | 06.11.2010            | середня спеціальна | член Партії регіонів                          | СТОВ «Димитрова», в.о. директора    |
| 7                                 | Крищенко Тетяна Федорівна       | 06.11.2010            | середня спеціальна | член Партії регіонів                          | Карповицька сільська рада, секретар |
| 11                                | Калініна Ганна Іванівна         | 06.11.2010            | вища               | член Партії регіонів                          | пенсіонер                           |
| 12                                | Надточей Лариса Михайлівна      | 06.11.2010            | вища               | член Партії регіонів                          | приватне підприємство, продавець    |
| Політична партія «Сильна Україна» |                                 |                       |                    |                                               |                                     |
| 3                                 | Горова Любов Миколаївна         | 06.11.2010            | середня спеціальна | член Політичної партії «Сильна Україна»       | аптека «Атлант», фармацевт          |
| 8                                 | Зубрій Алла Андріївна           | 06.11.2010            | вища               | член Всеукраїнського об'єднання «Батьківщина» | пенсіонер                           |
| Самовисування                     |                                 |                       |                    |                                               |                                     |
| 4                                 | Гельман Сергій Сергійович       | 06.11.2010            | середня            | позапартійний                                 | СТОВ «Димитрова», тракторист        |
| 10                                | Бондаренко Олексій Миколайович  | 06.11.2010            | середня            | позапартійний                                 | СТОВ «Димитрова», тракторист        |